# Утро (Микеланджело)
«Утро» (итал. Aurora; также — «Рассвет», «Аврора») — мраморная скульптура, представляющая аллегорию Утра (или Рассвета), созданная выдающимся художником эпохи Высокого Возрождения Микеланджело Буонарроти в период 1526—1531 годов. Скульптура входит в композицию надгробия Лоренцо II, герцога Урбинского (внука Лоренцо Великолепного) в Капелле Медичи во Флоренции. Парная к ней скульптура называется «Вечер».

## История создания
Новая сакристия (ризница) была задумана как мемориальная капелла Джулиано Медичи, брата римского папы Льва, и Лоренцо, его племянника, которые умерли молодыми. Это был замысел Льва X, но заказчиком стал папа Климент VII, другой член семьи Медичи, который активно поддерживал этот проект.
Микеланджело работал над композицией надгробий Капеллы Медичи в 1526—1531 годах. По Эрпелю, окончательно скульптура «Утро» была доработана в 1531 году, вместе с «Ночью». В 1534 году Микеланджело уехал в Рим, не установив скульптуры и не завершив гробницу[а].

### Предыдущая модель
Сохранилась терракотовая модель скульптуры, созданная около 1524 года. У модели отсутствует голова, левая рука и правая нога ниже колена. Предыдущая модель довольно сильно отличается от скульптуры, в частности, позой. «Утро» в мраморе более наклонено к зрителю, тогда как по первоначальному замыслу оно лежало ровнее. Различаются также детали — драпировки модели значительно пышнее. Также полностью завершена спина модели, тогда как в окончательном варианте она только грубо обработана.
Модель хранится в коллекции музея Виктории и Альберта в Лондоне .

## Описание
Скульптура изображает ещё не проснувшуюся женщину. Женщина полулежит на саркофаге, опираясь на правую руку, а левая, согнутая в локте, замерла в движении, почти касаясь изогнутой левой ноги. У неё полузакрыты глаза и приоткрыт рот. Голова повернута к зрителю и склонена на правое плечо. Под грудью у неё завязана лента, которая является символом рабства[б]. «Утро» — полная противоположность «Ночи», тело которой выносило многих детей. Эта разная женственность — девичья «Утра», зрелая «Ночи» — является диалектическим соответствием Мадонне, которая является одновременно и девой и матерью.
Вазари писал о ней так:
(…) В её позе, хотя она еще сонная, чувствуется желание проснуться, встать с мягкого ложа, а проснувшись, она найдет глаза великого герцога сомкнутыми. Поэтому в вечной красоте своей она отворачивается, проявляя свою печаль и скорбь.
По Либману, «„Аврора“, утренняя заря, мучительно пробуждается от тяжелых сновидений. Черты её прекрасного лица полны страданий, а её цветущее молодое тело изгибается, словно от внутренней боли». По мнению Лазарева, именно «невероятный контраст между процветающим девичьим телом и смертельно измученной душой в нём поднимает статую „Авроры“ на высочайшие вершины искусства».

## Образ в искусстве
В биографическом романе Ирвинга Стоуна «Муки и радости» (1961) подчеркнут тот факт, что Микеланджело, кроме мадонн, женских статуй в мраморе до этого не делал, поэтому и «Ночь» и «Утро» занимают особое место в его творчестве. В произведении о статуе написано так: «[Микеланджело] высекал „Утро“ — ещё не совсем проснувшуюся, захваченную на грани сновидения и реальности женщину; её голова ещё сонно покоилась на плече; туго затянутая под грудями лента лишь подчеркивала их объём, их напоминавшую луковицы форму; мускулы живота чуть обвисли, чрево устало от вынашивания плода; весь тяжкий путь её жизни читался в полузакрытых глазах, в полуоткрытом рте; приподнявшаяся, словно переломленная в локте, левая рука повисла в воздухе и была готова упасть в то мгновение, как только женщина отведет от плеча свою голову, чтобы взглянуть в лицо дня».
В японском аниме-сериале «Эрго Прокси» (2006) все четыре статуи-аллегории выступают советниками правителя города Ромдо (Рим?). Скульптура «Утра» — персонификация французского философа Жака Деррида, основателя деконструктивизма.